# Голема Махала
Голема Махала (грч. Μεγαλοχώρι, Мегалохори) је насељено место у општини Синтика у периферији Средишња Македонија, Грчка. Према попису из 2021. године било је 513 становника.
Према бугарском географу и историчару, Василу Канчову, у Големој Махали је 1900. године живело 420 Словена хришћана и 60 Рома. Године 1924. принудно је исељено око 30 словенских породица (96 особа) а на њихово место је насељено 80 грчких избегличких породица, укупно 336 особа. На попису из 1928. године Голема Махала је мешовито словенско-грчко насељe са 629 становника.